# Regenboogpad

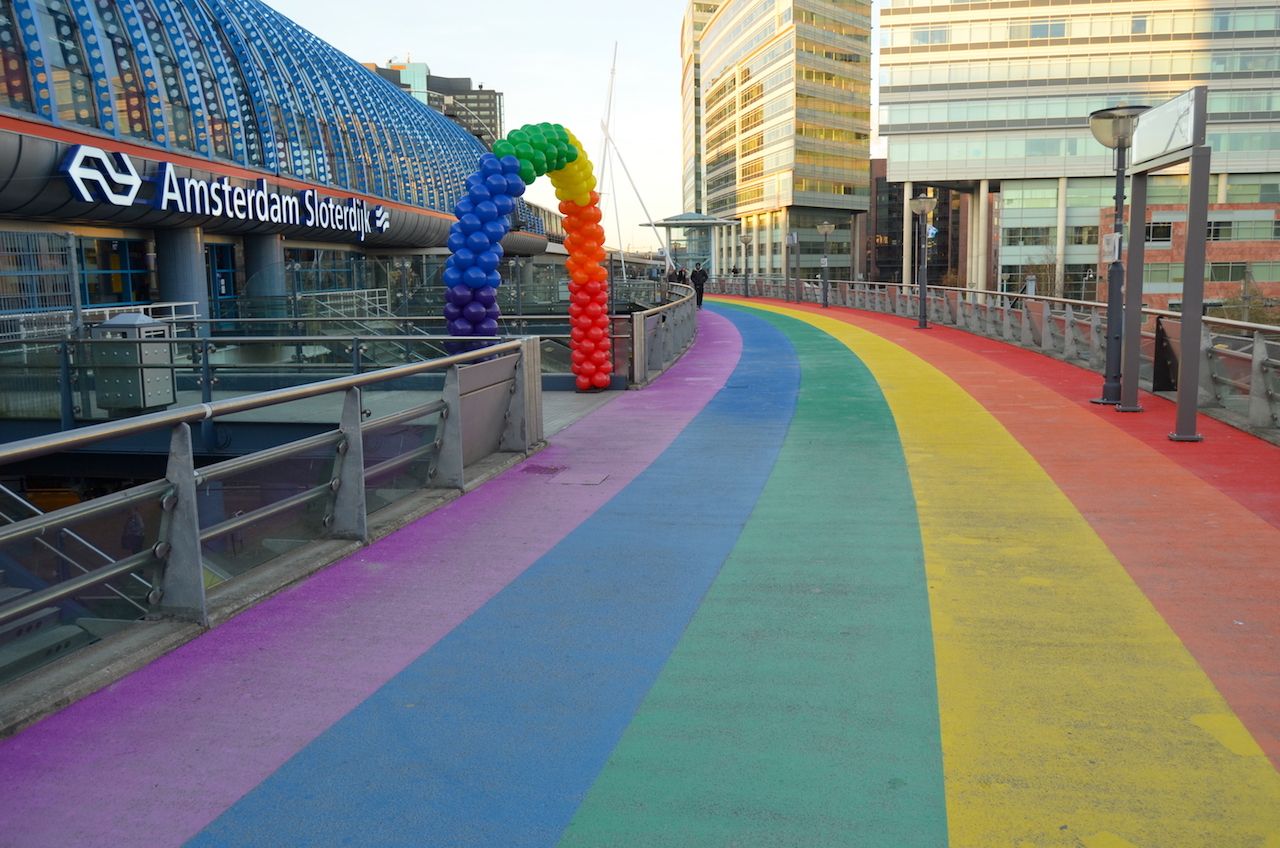
Regenboogpad Station Amsterdam Sloterdijk (2016).

Tijdelijk gaybrapad in de P.C. Hooftstraat in Amsterdam ter gelegenheid van EuroPride 2016, hier in combinatie met een officieel zebrapad.

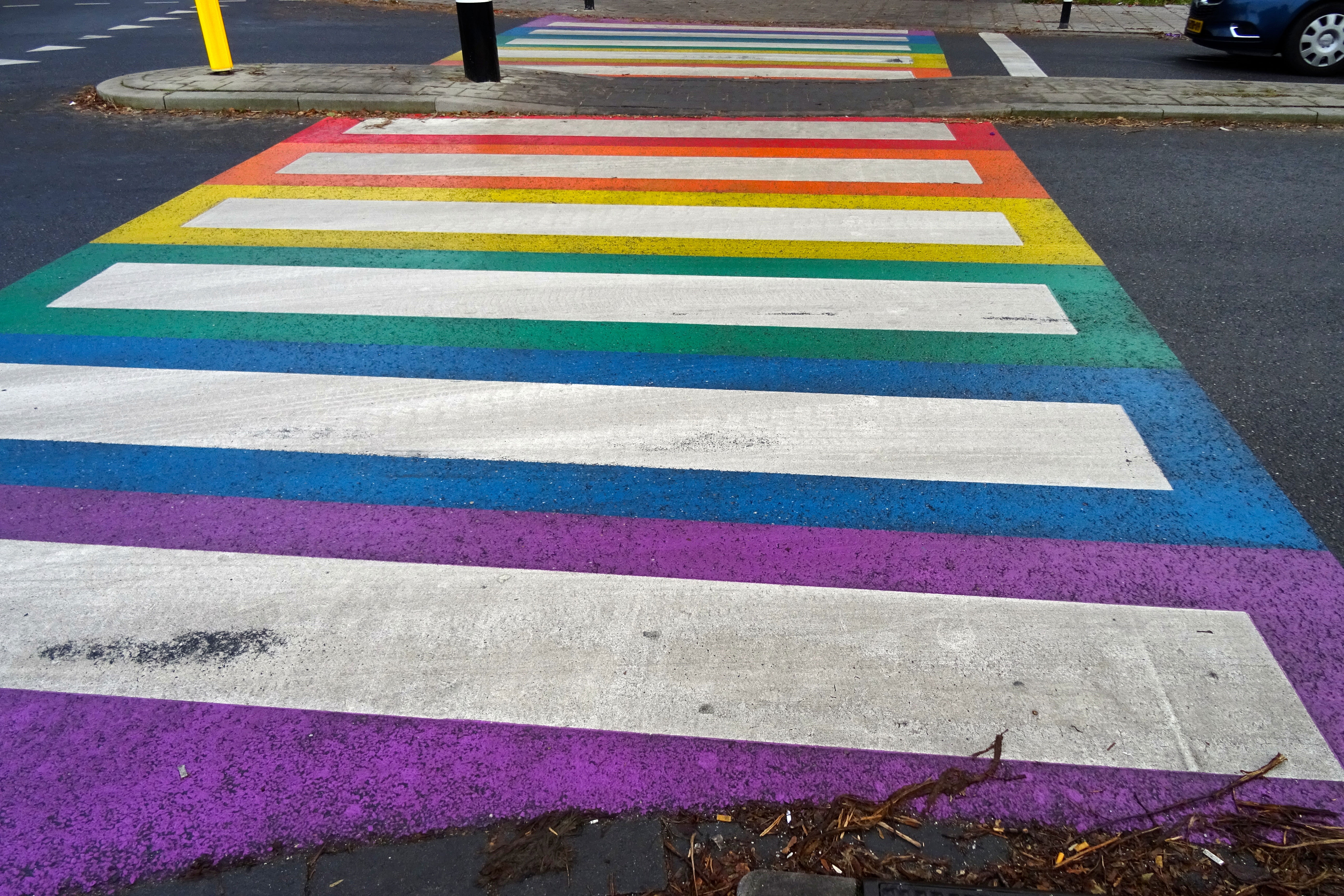
Gouda, Fluwelensingel (2016), regenboogpad dat tevens een officieel zebrapad is

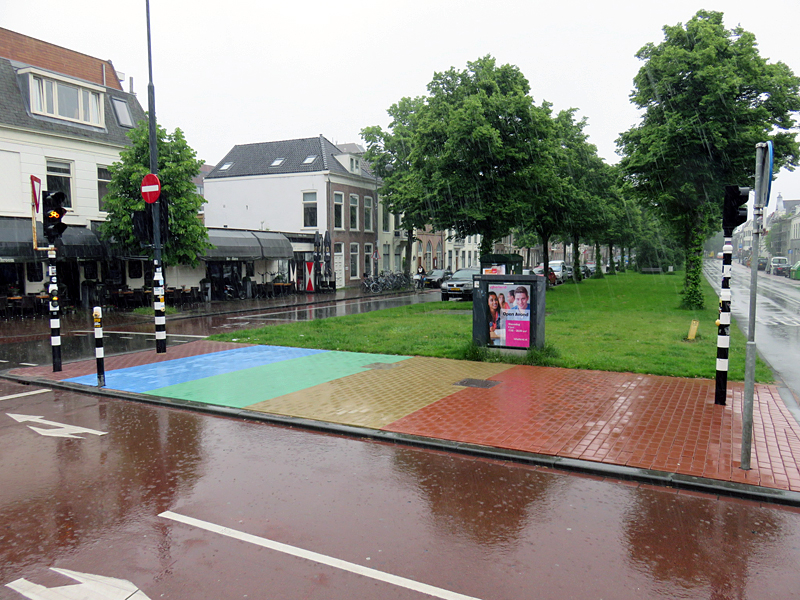
Haarlem, Parklaan (2016).

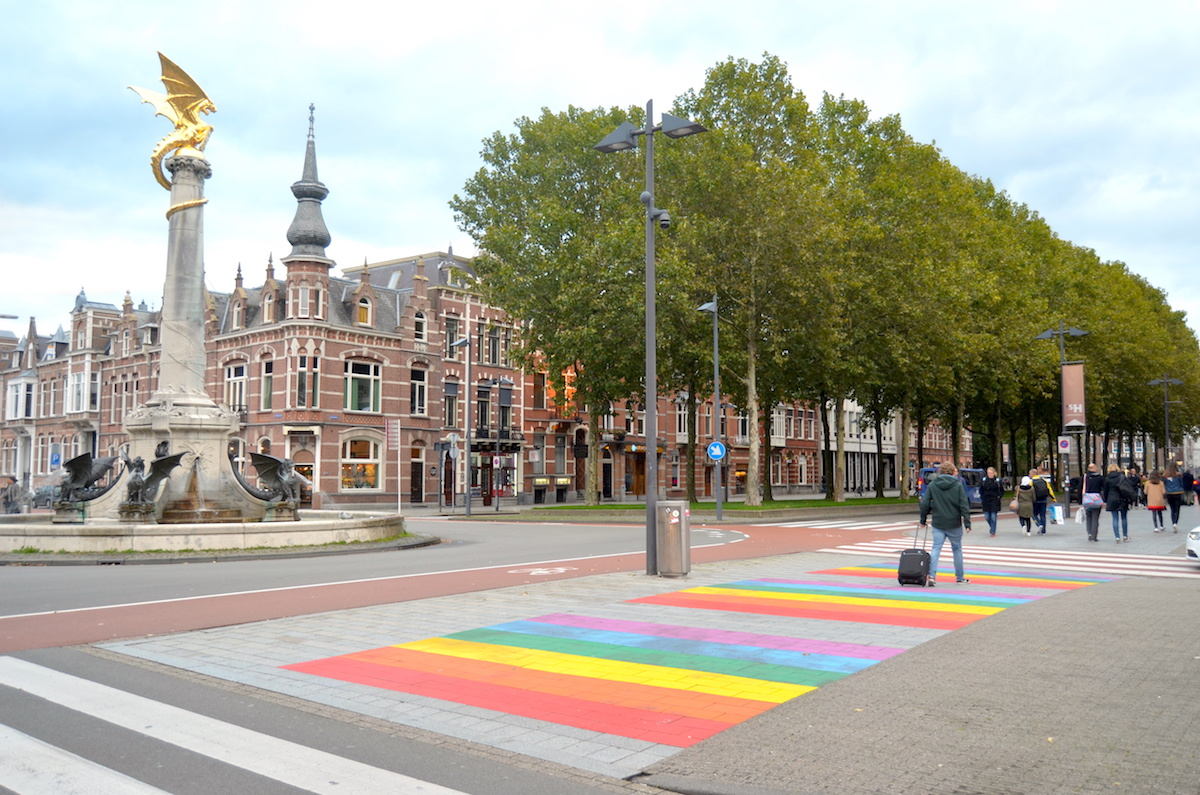
Regenboogpad op de Stationsweg in 's-Hertogenbosch (2017).

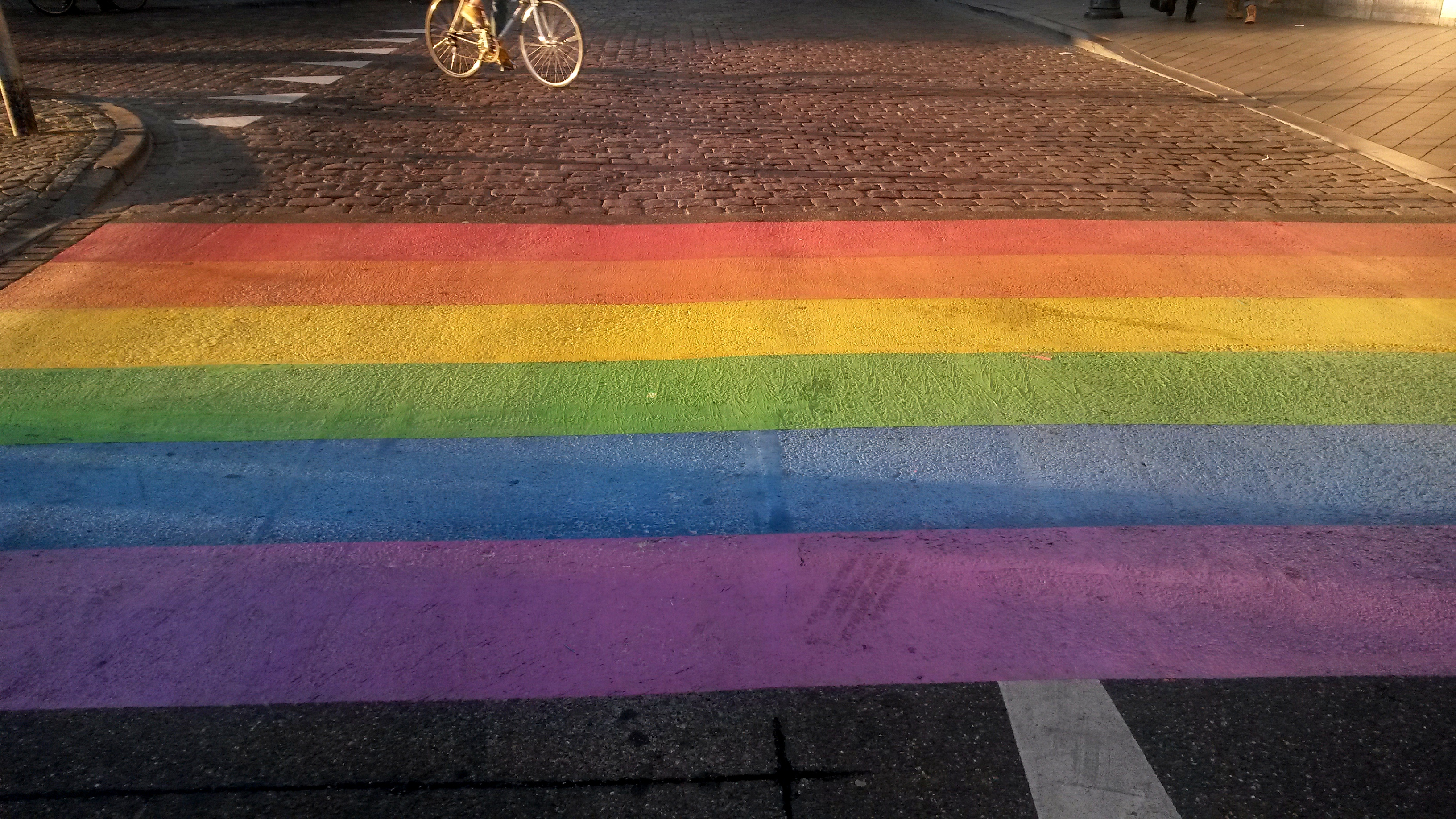
Maastricht, Vrijthof (2015).

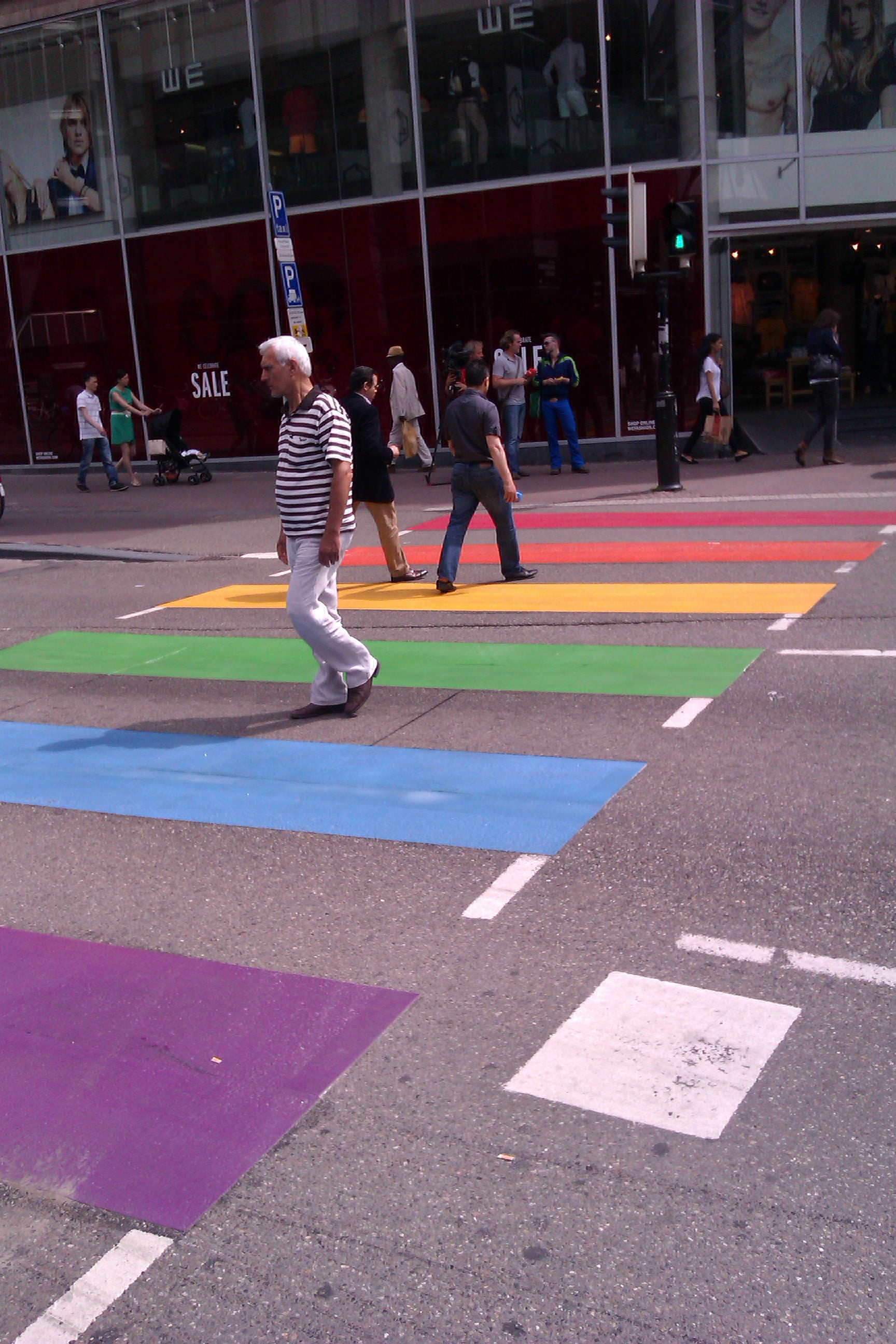
Utrecht, Lange Viestraat (2013).

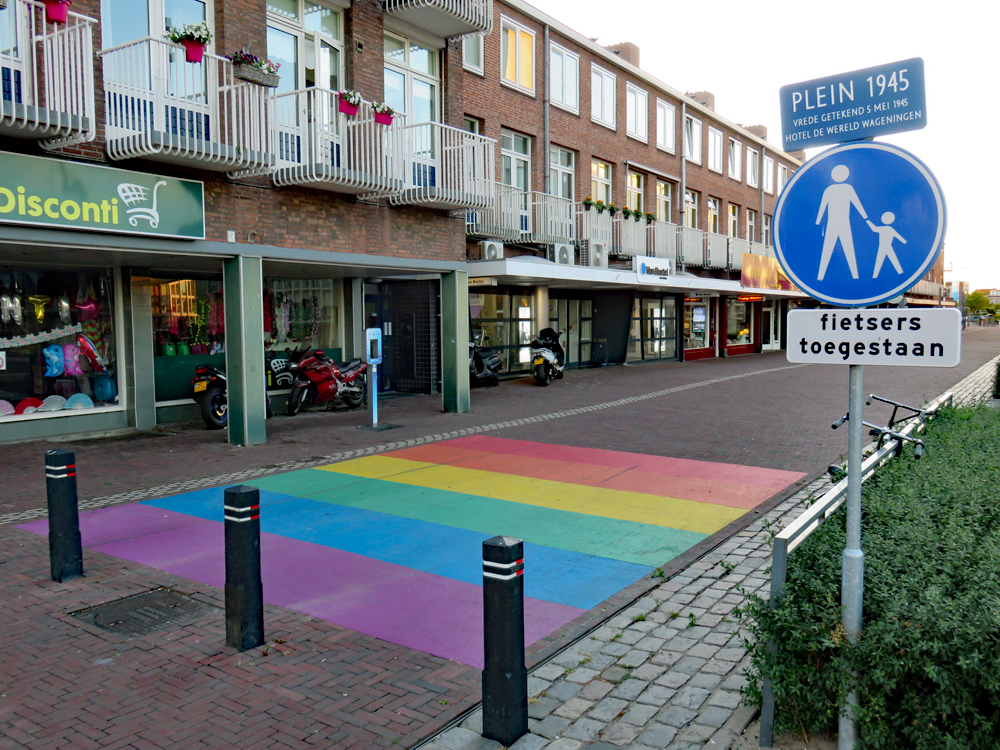
IJmuiden (gem. Velsen), Plein 1945 (2017).

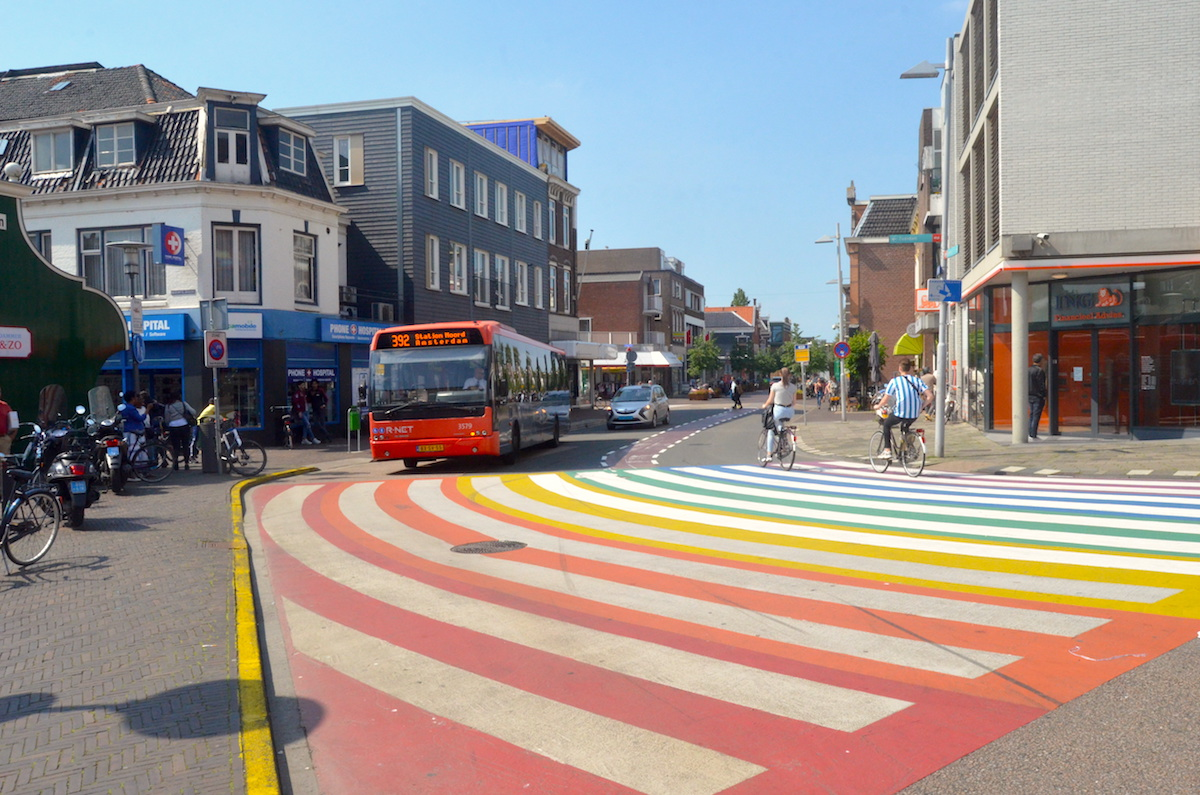
Regenboogpad Zaandam, Gedempte Gracht (2019).

Een regenboogpad, ook wel regenboogzebrapad of gaybrapad, is een gedeelte van de openbare weg dat voorzien is van de kleuren van de regenboogvlag. De functie is vergelijkbaar met die van een homoverkeerslicht en een regenboogbank, namelijk om aandacht te vragen voor diversiteit en acceptatie van lesbiennes, homoseksuelen, biseksuelen en transgender personen (lhbt'ers).
Een regenboogpad kan permanent zijn aangebracht of tijdelijk in het kader van een lhbt-evenement, zoals een Gay Pride Parade of de Coming-Outdag. Sinds 2012 zijn dergelijke paden aangebracht in een reeks van buitenlandse steden, alsmede in ruim 55 plaatsen in Nederland en ongeveer 25 plaatsen in België.
Een variant zijn oversteekpaden in de kleuren van de transgendervlag. Onder de naam Trans Pride Crosswalk werden deze in juni 2019 aangebracht in de homobuurt van de Canadese stad Toronto. In 2019 werd ook in Almere een vergelijkbaar "transpad" aangelegd. Almere was volgens initiatiefnemer Almere Winter Pride Walk de eerste stad in Europa met een transpad.

## Vormgeving
Regenboog(zebra)paden zijn er in verschillende vormen, zoals met strepen in de regenboogkleuren die in de lengte- of de breedterichting over de rijbaan liggen. Omdat dit niet voldoet aan de officiële vereisten voor een zebrapad, een zebrapad mag volgens de wet alleen witte strepen hebben, kan deze vorm verwarring bij weggebruikers oproepen en tot gevaarlijke situaties leiden. Om die te voorkomen bevinden de strepen zich bij andere regenboogpaden op een trottoirgedeelte, of zijn de regenboogkleuren aangebracht rondom de witte strepen van een gewoon zebrapad.

## Geschiedenis
Voor zover bekend werd het eerste regenboogzebrapad in 2012 aangebracht tijdens de Pride-maand in West Hollywood. Oorspronkelijk bedoeld als een tijdelijk project bedacht door kunstenaar Martin Duvander, werd het zebrapad permanent. Inmiddels is het oorspronkelijke regenboogzebrapad vervangen door een  Progress Pride-vlag. Dit regenboogzebrapad werd gevolgd door paden in Tel Aviv en Sydney, die aandacht kregen in de (sociale) media. In 2013 werden voorafgaand aan de Olympische spelen in Sotsji uit protest tegen het Russische anti-homobeleid regenboogpaden aangebracht bij de Russische ambassades in Helsinki en Stockholm.
In België werd het eerste (tijdelijke) regenboogzebrapad aangebracht in Gent in mei 2013. Ook dit was een tijdelijk pad. In 2020 werd er in Gent een permanent regenboogzebrapad aangelegd. In Nederland volgde het eerste pad in juni 2013 in Utrecht, ter gelegenheid van de Roze Zaterdag die daar toen samenviel met het jaarlijkse Midzomergracht festival.

## Nederland
Sinds 2013 zijn in Nederland in ruim 55 steden en gemeenten regenboog(zebra)paden aangebracht:
- Alkmaar: deze stad heeft een regenboogpad op de Pettemerstraat. In tegenstelling tot veel andere regenboogpaden, geldt dit regenboogpad als officieel zebrapad (omdat er ook witte strepen overheen liggen), wat betekent dat auto's wettelijk moeten stoppen voor voetgangers die daarop oversteken.[14] Echter, dit zebrapad heeft een voetgangerslicht, waardoor laatstgenoemde boven het verkeersteken (in dit geval het zebra- dan wel regenboogpad) staat volgens de verkeerswet.[15]
- Almelo: op het Stationsplein werd ter gelegenheid van Coming-Outdag in oktober 2016 een regenboogzebrapad onthuld.[16]
- Almere: In Almere werd in 2019 aan de Hospitaaldreef het regenboogpad geopend. Naast het regenboogpad ligt ook een transgenderpad in de kleuren roze, blauw en wit. Almere is de enige stad in Europa met een transgenderpad.
- Amersfoort: Hier ligt sinds september 2021 een regenboogpad in de vorm van de intersex-inclusive pridevlag dwars over de rijbaan van de Stadsring in het verlengde van de Utrechtseweg.[17]
- Amsterdam: Ter gelegenheid van de EuroPride 2016 werd bij de hoek van de P.C. Hooftstraat en de Van Baerlestraat een tijdelijk gaybrapad aangelegd dat een combinatie vormde met een officieel zebrapad. Van november 2016 tot najaar 2020, en sinds juni 2021, is er een permanent, 100 meter lang regenboogpad, op de zogeheten passerelle bij station Amsterdam Sloterdijk.[18][19] Een nieuw regenboogpad, ditmaal in de vorm van een zebrapad met strepen in de regenboogkleuren, werd in juni 2020 bij winkelcentrum De Kameleon in Amsterdam-Zuidoost aangelegd.[20] In december 2021 werd op het Bos en Lommerplein een derde permanent regenboogpad aangelegd, geheel in regenboogkleuren zonder witte strepen, dat echter al twee dagen na de onthulling met zwarte letters werd beklad.[21] Op 25 juli 2024 werden op de Nieuwendijk en het Rokin vier tijdelijke regenboogzebrapaden onthuld. Dit gebeurde op initiatief van de betreffende ondernemersverenigingen. Na de prideperiode zullen deze paden de kleuren van de viering van Amsterdam 750 jaar krijgen.[22]
- Apeldoorn: op het Stationsplein is in november 2017 een regenboogpad aangelegd.[23] Ook aan de Stationsstraat ligt er sinds juni 2024 een regenboogpad.[24]
- Appingedam: eind augustus 2024 werd aan de Pastorielaan een regenboogpad aangelegd dat al voor de officiële opening met een hakenkruis en beledigende teksten werd beklad.[25]
- Arnhem: voor de stadsbioscoop Rembrandt werd in oktober 2016, ter gelegenheid van de internationale Coming-Outdag, een regenboogzebrapad geopend bestaande uit een regenboogvlag dwars over het wegdek.[26]
- Assen: in juli 2018 werd een oversteekpad met banen in de regenboogkleuren aangelegd op de Weiersstraat tussen de Weiersloop en cultuurcentrum De Nieuwe Kolk.[27]
- Bergen op Zoom: hier werd in september 2016 een regenboogzebrapad aangelegd.[28]
- Breda: in mei 2018 werd besloten dat een regenboogpad wordt aangelegd in Park Valkenberg. Het zal alleen uit regenboogkleuren bestaan en dus geen officieel zebrapad zijn.[29]
- Castricum: op initiatief van televisiepersoonlijkheid Henny Huisman kwam er vlak voor de Coming-Outdag van 2016 een gaybrapad in de Dorpsstraat.[30]
- Den Bosch: vooruitlopend op de Roze Zaterdag werd eind mei 2017 een regenboogpad aangelegd op een stoep tussen twee officiële zebrapaden langs de rotonde bij het NS-station.[31]
- Den Haag: op de middenberm tussen twee officiële zebrapaden over de Bezuidenhoutseweg werd in mei 2016 een gaybrapad aangelegd.[32]
- Den Helder: in 2021 werd bij de ingang van basisschool Duynvaerder aan de IJsselmeerstraat een regenboogpad aangelegd.[33]
- Dieren (gemeente Rheden): op de Coming-Outdag op 11 oktober 2016 werd een regenboogzebrapad geopend op de Wilhelminaweg en bevindt zich een tweede pad bij de ingang van het Callunaplein.[34]
- Dordrecht: bij het NS-station werd in oktober 2016 een gaybrapad aangelegd bestaande uit gekleurde banen tussen de witte strepen van een bestaand zebrapad.[35]
- Emmeloord: bij het Zuyderzee Lyceum in de Professor ter Veenstraat is op 9 december 2016 het gaybrapad geopend.[36]
- Emmen: ter gelegenheid van de regenboogweek in oktober 2020 werd een regenboogpad aangelegd in de Wilhelminastraat, dat echter nog voor de officiële onthulling met verf werd besmeurd.[37]
- Enkhuizen: op 8 juni 2022 werd bij het NS-station een regenboogpad met witte tussenbanen geopend.[38]
- Enschede: hier werd in oktober 2021 bij de Saxion hogeschool een regenboogpad aangelegd dat echter niet de status van officieel zebrapad heeft.[39] Omdat de verf te glad bleek werd dit pad na een aantal dagen al weer verwijderd. In mei 2023 kwam er op vrijwel dezelfde locatie een nieuw regenboogpad.[40]
- Gouda: in oktober 2016 kwam hier van de Fluwelensingel naar de Tiendewegbrug een gaybrapad met de regenboogkleuren rondom de witte strepen van een officieel zebrapad.[41]
- Groningen: op een pleintje aan de Ubbo Emmiussingel werd met het oog op de Coming-Outdag in 2016 een regenboogpad aangelegd. Om verwarring te voorkomen fungeert het niet als een zebrapad.[42]
- Haarlem: op de middenberm tussen twee officiële zebrapaden over de Parklaan, onderdeel van de "Rode Loper" naar het centrum werd in juni 2016 een regenboogloper aangelegd.[43]
- Heemskerk: Op 23 februari 2022 werd in de gemeente Heemskerk langs het gemeentehuis en het zogenaamde "kermisterrein" een lang regenboog-wandelpad geopend.[44] Nog datzelfde jaar werd het pad beklad met haatteksten jegens de LHBTIQ+-gemeenschap.[45]
- Heeswijk-Dinther: In juni 2021 heeft Heeswijk-Dinther midden in het dorp het zebrapad gekregen na een burgerinitiatief van de 7 jarige Ferre.
- Helmond: op de Veestraatbrug werd op 25 april 2017 een regenboogpad in gebruik genomen, bestaande uit regenboogstrepen zonder zebrapadfunctie.[46]
- Hoofddorp: In oktober 2015 werd in het midden van 'n T-splitsing op de Marktlaan in het centrum 'n regenboogvlak aangebracht.[47]
- Hoorn: hier werd in 2017 een regenboogzebrapad aangelegd bij het Westfriesgasthuis.[48]
- Krimpen aan den IJssel: bij het lokale gezondheidscentrum werd in oktober 2016 een gaybrapad van afwisselend witte en gekleurde banen aangelegd.[49]
- Leiden: hier bevindt zich een regenboogzebrapad van gekleurde banen rondom witte strepen dat ter gelegenheid van de Coming-Outdag in 2015 werd onthuld. Het pad werd in oktober 2016 beklad door een aantal leden van de Leidse studentenvereniging ALSV Quintus, waarbij een van hen de Hitlergroet bracht.[50][51]
- Leek; op 11 oktober 2018 is op de Waezenburglaan voor de ingang van RSG De Borgen (Lindenborg) het nieuwe gaybrapad onthuld
- Lelystad: Sinds december 2016 is er op het Stationsplein bij Station Lelystad Centrum een Regenboogpad.[52] Sinds november 2019 heeft Lelystad ook een 'Transgenderpad' (lichtblauw, roze, wit), het eerste in Europa.[53]
- Lochem: In navolging op buurgemeente Zutphen besloot de gemeenteraad van Lochem in maart 2023 om ook een regenboogzebrapad aan te leggen.[54]
- Maassluis: Op de Coming-Outdag op 11 oktober 2016 werd hier een regenboogpad onthuld bij de ingang van theater Koningshof.[55]
- Maastricht: in 2015 was ter gelegenheid van Roze Zaterdag een aanvankelijk tijdelijk regenboogpad aangelegd tussen het Vrijthof en de Grote Staat. In december van dat jaar besloot het gemeentebestuur dat het permanent blijft liggen.[56]
- Niekerk: hier werd in augustus 2021 een niet-officieel regenboogpad aangelegd ter gelegenheid van het 25-jarig bestaan van homocamping De Heerenborch.[57]
- Nieuwegein: In mei 2021 werd een regulier zebrapad bij Schakelstede omgevormd tot gaybrapad en hetzelfde gebeurde later met paden op de Voorstede en de Noordstedeweg.[58]
- Nieuw Vennep: Een regenboogpad aan de Venneperstraat werd al voor de officiële opening op de Coming-Outdag in oktober 2024 beklad met leuzen en hakenkruizen.[59]
- Oss: een regenboogzebrapad bestaande uit gekleurde banen tussen de witte strepen van een officieel zebrapad werd in oktober 2016 aangelegd ter gelegenheid van de internationale Coming-Outdag.[60]
- Papendrecht: Hier bevindt zich een regenboogpad op de Veerweg, dat in oktober 2024 door twee jongeren vernield werd.[61]
- Rijswijk: in deze plaats werd in april 2025 aan de Huis te Landelaan een regenboogzebrapad aangelegd, dat al vrijwel direct na de opening beklad werd.[62]
- Rotterdam: ter gelegenheid van de Rotterdam Pride werd in september 2015 een regenboogzebrapad op het Churchillplein aangelegd.[63] Wegens de herinrichting van het Churchillplein werd dat pad in het najaar van 2018 vervangen door twee nieuwe regenboogpaden op de middenberm van de Westblaak.[64] Daarnaast werd op 8 april 2025 een nieuw regenboogzebrapad onthuld op de Lijnbaan bij de Aert van Nesstraat.[65]
- Schiedam: In Schiedam is sinds 10 oktober 2015 een regenboogzebrapad op het Land van Belofte.[66]
- Sittard-Geleen: Hier werd op 4 oktober 2016, op de rijksweg Noord voor de ingang van het Zuyderland-ziekenhuis, een apart regenboogpad in de lengterichting naast een officieel zebrapad aangebracht.[67]
- Tilburg: in juli 2015 liet de gemeente Tilburg een regenboogzebrapad aanleggen als cadeau bij het 25-jarig bestaan van de stichting die de jaarlijkse Roze Maandag organiseert.[68]
- Utrecht: In juni 2013 werd in de Lange Viestraat ter gelegenheid van het Midzomergracht Festival en Roze Zaterdag het eerste Nederlandse regenboogzebrapad aangelegd, aanvankelijk tijdelijk, maar later permanent.[69] In oktober 2023 is de regenboogvlag op het zebrapad vervangen door de Progress Pride-vlag.[70] In juni 2021 werd in de universiteitwijk Utrecht Science Park een 570 meter lang regenboogfietspad gemaakt.[71] Dit was op dat moment het langste Regenboogpad ter wereld.[72][73] Ook dit pad heeft de kleuren van de Progress pride-vlag, dus naast de bekende zes regenboogkleuren ook nog bruin en zwart (als symbool voor zwarte mensen en andere mensen van kleur) en lichtblauw, roze en wit (als symbool voor transgender personen).[74]
- Veenendaal: Hier werd in juli 2022 een regenboogzebrapad aangelegd, dat niet lang na de aanleg al beklad werd.
- Velsen: Binnen deze gemeente werd op 11 oktober 2017 op Plein 1945 in IJmuiden een pad bestaande uit brede regenboogstreden geopend.[75]
- Venlo: op 27 mei 2017 zal hier een regenboogpad worden aangebracht op de Koninginnesingel bij het station[76]
- Vlissingen: hier werd op 9 september 2017 het eerste gaybrapad in Zeeland geopend, gelegen tegenover de CineCity bioscoop.[77]
- Winschoten: in oktober 2016 werd een bestaand zebrapad aan de Mr. D.U. Stikkerlaan voorzien van de regenboogkleuren.[78]
- Woerden: hier werd in oktober 2019 aan het Plantsoen een regenboogzebrapad aangelegd ter gelegenheid van de tweede editie van de plaatselijke Regenboogweek.[79]
- Zaandam: ter gelegenheid van de Coming-Outdag werd in oktober 2016 op de Gedempte Gracht een zeer breed regenboogzebrapad aangelegd met gekleurde banen rondom telkens twee witte strepen.[80]
- Zeist: sinds 16 juni 2021 heeft Zeist ook een Regenboogzebrapad. Deze ligt in het centrum op de Korte Steijnlaan nabij de Slotlaan.[81]
- Zutphen: in maart 2023 besloot de gemeenteraad van Zutphen unaniem[82] dat de gemeente een regenboogzebrapad krijgt. Dit nadat journalist Jesse Sprikkelman en zijn man Jelle Seubring een petitie startte en een betoog hielden tegenover de gemeenteraad. Het pad werd in maart 2024 voor het station aangelegd.
- Zwolle: begin augustus 2016 werd een regenboogpad aangelegd op de Hanzelaan bij het Stadskantoor. Het bestaat enkel uit gekleurde banen en heeft daarom niet de status van een officieel zebrapad.[83]

In Eindhoven werd als symbool voor tolerantie in plaats van een regenboogzebrapad de Kruisstraattunnel voorzien van een felgekleurde regenboog. De onthulling vond plaats op 17 mei 2017, de Internationale Dag tegen Homofobie en Transfobie (IDAHOT).
In Nijmegen bevindt zich een regenboogtrap die in 2015 ontstond toen de Veerpoorttrappen een kunstzinnige beschildering in regenboogkleuren kregen.

## België
In België werd het eerste regenboogpad aangebracht in Gent. Daar schilderde Casa Rosa in samenwerking met de stad Gent in mei 2013 een tijdelijke regenboogoversteekplaats in de Kammerstraat tegenover het Oost-Vlaamse regenbooghuis. Dit ter gelegenheid en voor de duur van de Internationale Dag tegen Homofobie en Transfobie (IDAHOT) en The Belgian Pride. In mei 2020 werd ter gelegenheid van de Internationale Dag tegen Homofobie en Transfobie in Gent een permanent regenboogzebrapad in gebruik genomen. Hiertoe was het langste zebrapad van de stad, op het Woodrow Wilsonplein, van verspringende gekleurde banen tussen de witte strepen voorzien.
In Brussel werden in mei 2017 op initiatief van de organisatoren van The Belgian Pride en Brussels schepen Els Ampe zes regenboogzebrapaden aangelegd in de Sint-Jakobswijk waar zich aan de Kolenmarkt en de Steenstraat een concentratie van homohoreca bevindt. Om aan de regels te voldoen bestaan de paden uit witte banen afgewisseld met strepen in de regenboogkleuren. Ze zijn bedoeld om de aandacht te vestigen op holebirechten en blijven acht maanden liggen. Bovendien werd nog een regenboogzebrapad aangelegd bij het gebouw van de Europese Commissie op het Schumanplein, bedoeld als signaal richting EU-lidstaten waar lhbt-rechten minder goed gerespecteerd worden.
In Antwerpen werden begin augustus 2017, ter gelegenheid van de jaarlijkse Antwerp Pride, drie zebrapaden in regenboogkleuren aangelegd: twee op de Scheldekaaien ter hoogte van de Suikerrui en eentje in de Lange Koepoortstraat. De paden hebben de regenboogkleuren afwisselend tussen de witte strepen die voor een officieel zebrapad vereist zijn. Het is nog niet duidelijk of deze regenboogpaden permanent zullen blijven liggen. In mei 2018 werd ook een officieel zebrapad over de Draakstraat, pal naast het Het Roze Huis, van regenboogkleuren voorzien.
In Hasselt werd op 17 mei 2018, de Internationale Dag tegen Homofobie en Transfobie, een regenboogpad onthuld op de kruising van de Demerstraat en de Lombaardstraat. Anders dan de meeste andere paden bestaat het niet uit strepen, maar uit grote ronde stippen in de regenboogkleuren.
In Brugge werd in mei 2020 een regenboogpad aangelegd op het domein van Sport Vlaanderen in Assebroek, een tweede pad in de vorm van een zebrapad met strepen in de regenboogkleuren volgde in juni van dat jaar in winkelcentrum Zilverpand nabij de Noord- en Zuidzandstraat.
Naar aanleiding van de mogelijks homofobe moord op een man in Beveren werd in Zottegem in 2021 een zebrapad geplaatst in de Heldenlaan, in Aarschot in de Jozef-Tielemmansstraat, en in Sint-Gillis-Waas in de Kerkstraat. 
Volgens de website holebi.info waren er medio 2020 regenboogpaden (gepland) in de volgende Belgische steden en plaatsen:
| - Antwerpen - Beerse - Berlaar - Brugge - Brussel - Boom - De Haan | - Deinze - Denderleeuw - Eeklo - Gent - Halle - Hasselt - Koksijde | - Kuurne - Lier - Leuven - Mechelen - Oostende - Oudenburg - Rijkevorsel | - Schelle - Sint-Gillis-Waas - Sint-Niklaas - Turnhout - Westerlo |

## Frankrijk
In Parijs werden op 14 juni 2018 regenboogstrepen aangebracht langs zebrapaden in de rue des Archives in de wijk Le Marais, vooruitlopend op de Gay Pride Parade op 30 juni. Op 26 juni werden deze paden vernield door ze wit te verven en er een homofobe tekst bij te plaatsen.
In Nantes werd een openbare trappartij ter gelegenheid van de Gay Pride geheel in regenboogkleuren geschilderd, maar ook deze werd op 15 juni 2018 vernield door hem deels wit te verven en te voorzien van de tekst "Legaliseer pedofilie".

## Elders in de wereld
In Canada werden er ter gelegenheid van de lokale Gay Pride Parades vooralsnog tijdelijke regenboogpaden aangebracht in onder meer de steden Vancouver, Edmonton, Calgary, Halifax en Victoria. In de Gay Village van Toronto zijn twee permanente regenboogoversteekplaatsen aangelegd voor de viering van de WorldPride in 2014.
Ook in andere homovriendelijke steden als San Francisco, Sydney en Brighton bevinden zich regenboogzebrapaden. Het eerste permanente regenboogpad in het Verenigd Koninkrijk werd op 16 augustus 2019 in gebruik genomen bij Brockwell Park in de Londense wijk Herne Hill.
Een regenboogzebrapad bij het hoofdkwartier van de Verenigde Naties in New York werd op 18 september 2016 door onder meer de Nederlandse minister van Buitenlandse Zaken Bert Koenders geopend.
In juni 2018 werd ter gelegenheid van Pride month het eerste regenboogzebrapad aangelegd bij het Araneta Center in Quezon City, de grootste stad van de Filipijnen.

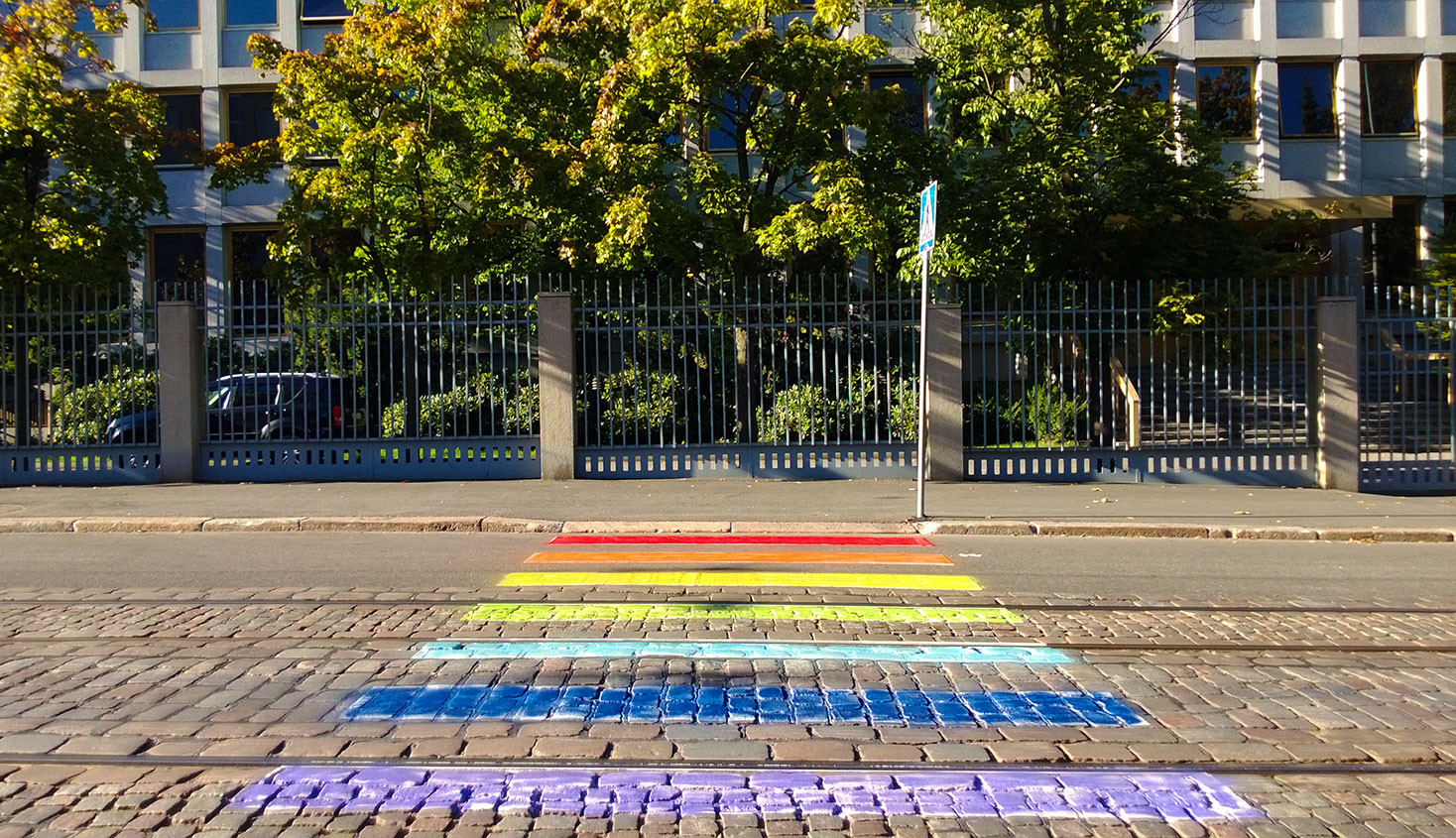
Regenboogpad voor de Russische ambassade in Helsinki (Finland); 2013
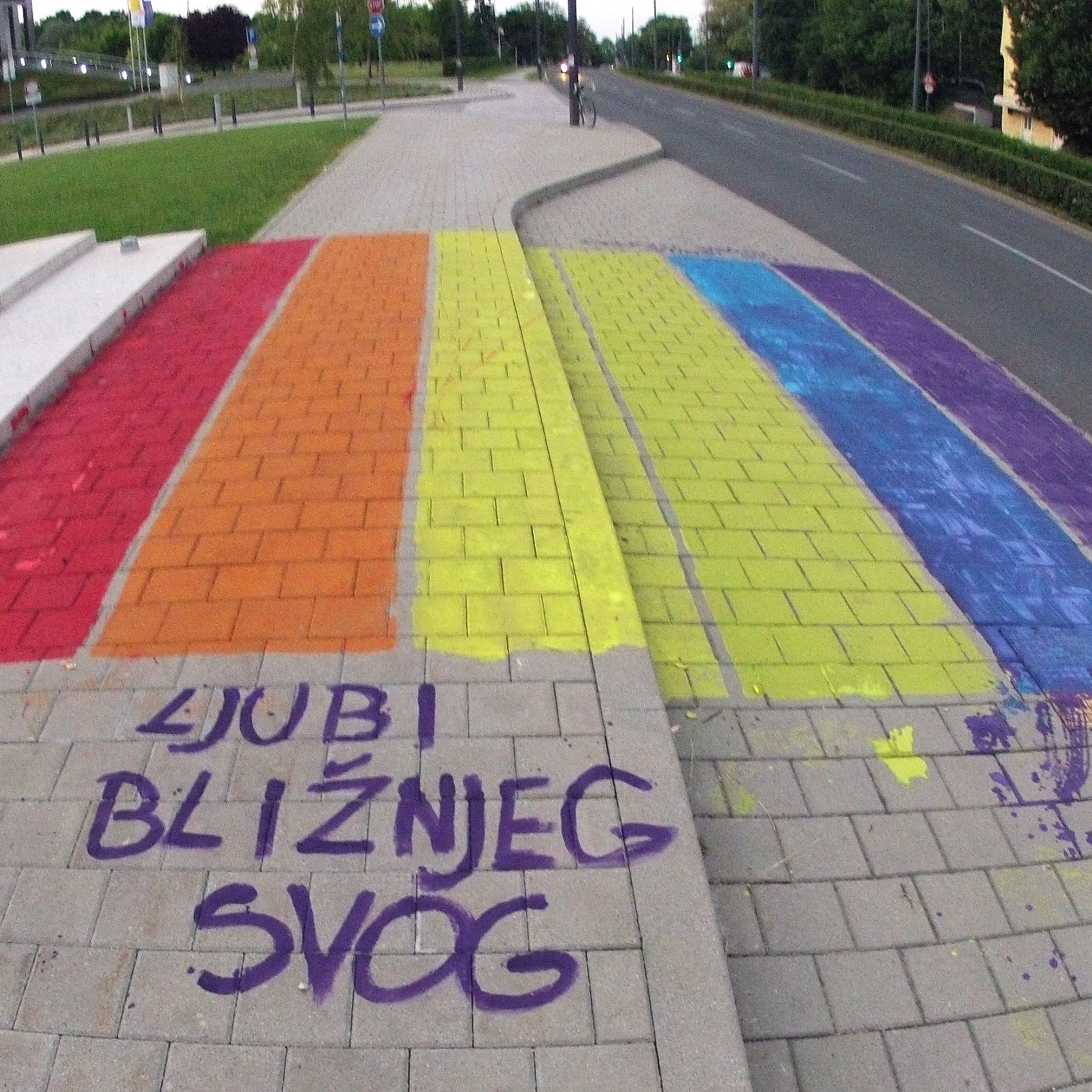
Regenboogpad in Zagreb (Kroatië); 2015
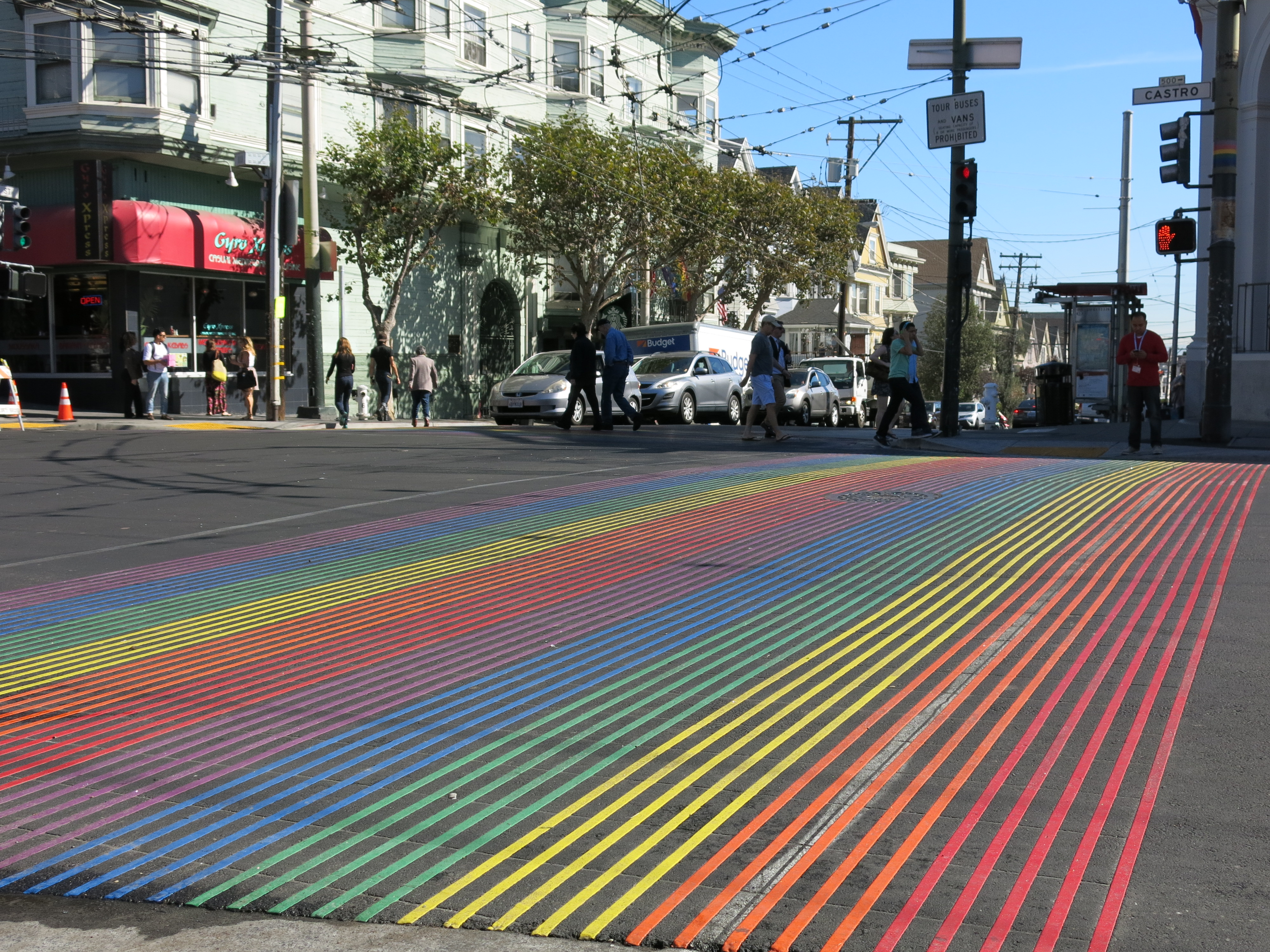
Rainbow Crossing, Castro Street, San Francisco, Cal; 2014
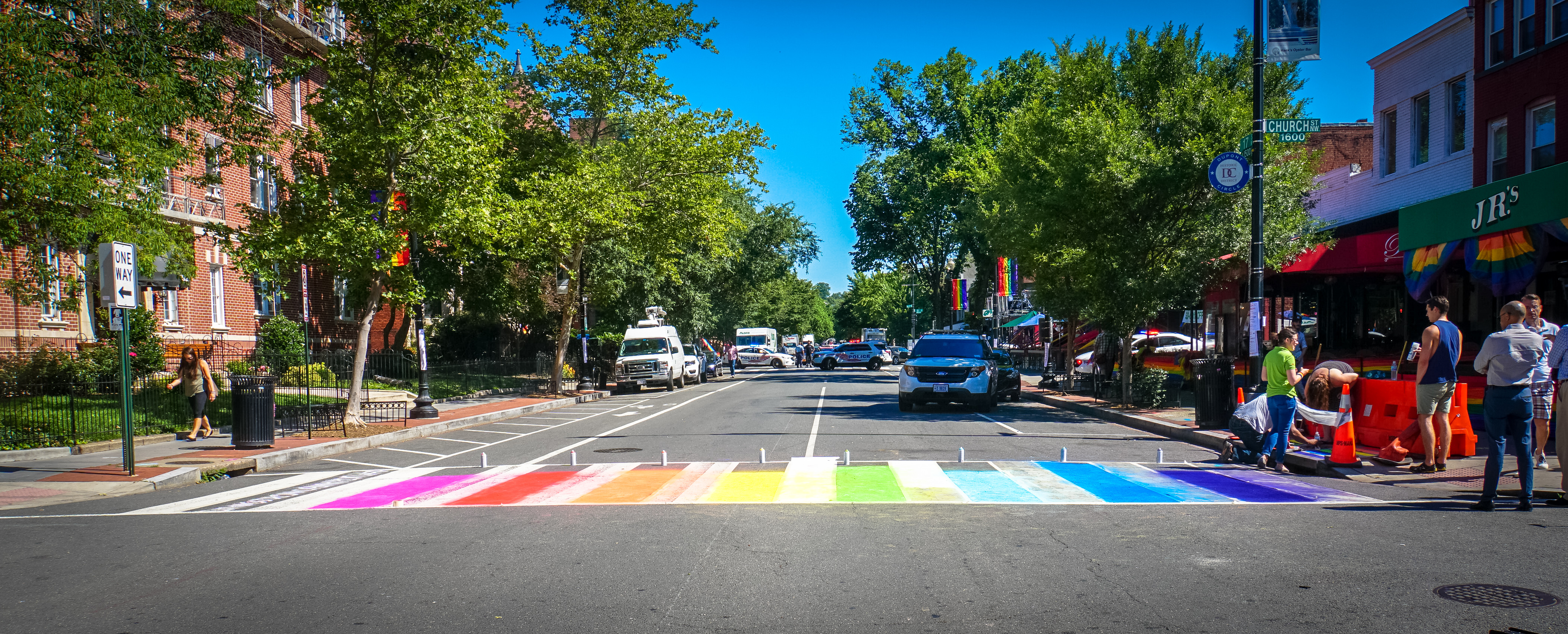
Rainbow Crosswalks, Washington, DC; 2017
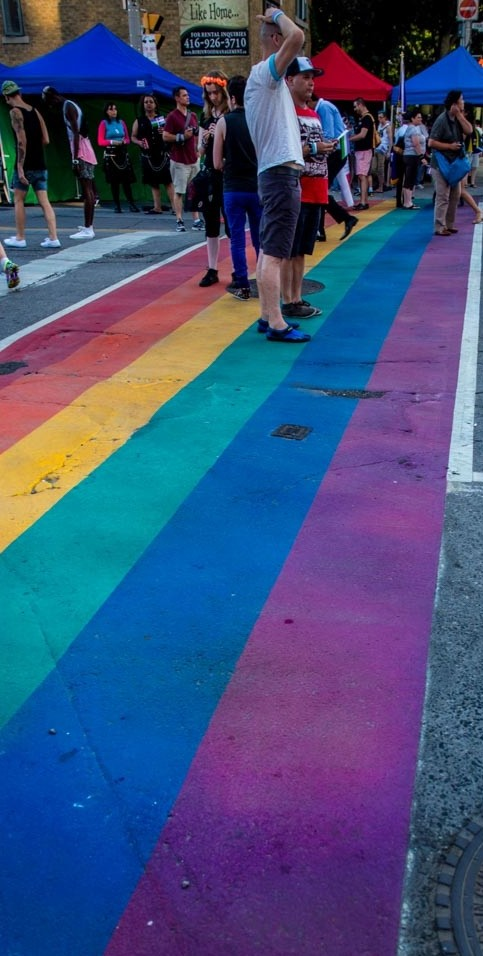
Canada, Toronto; 2014
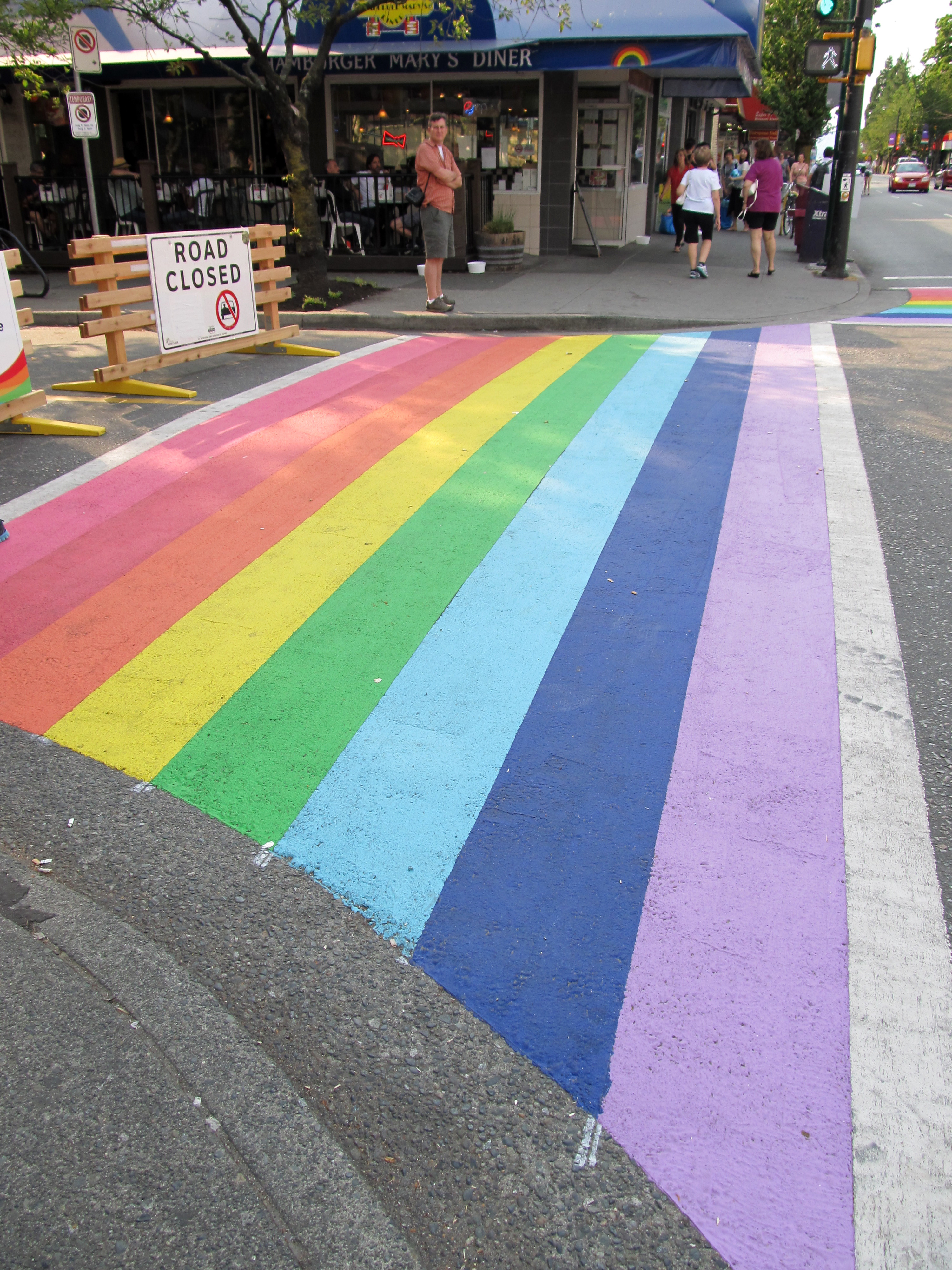
Canada, Vancouver; 2013
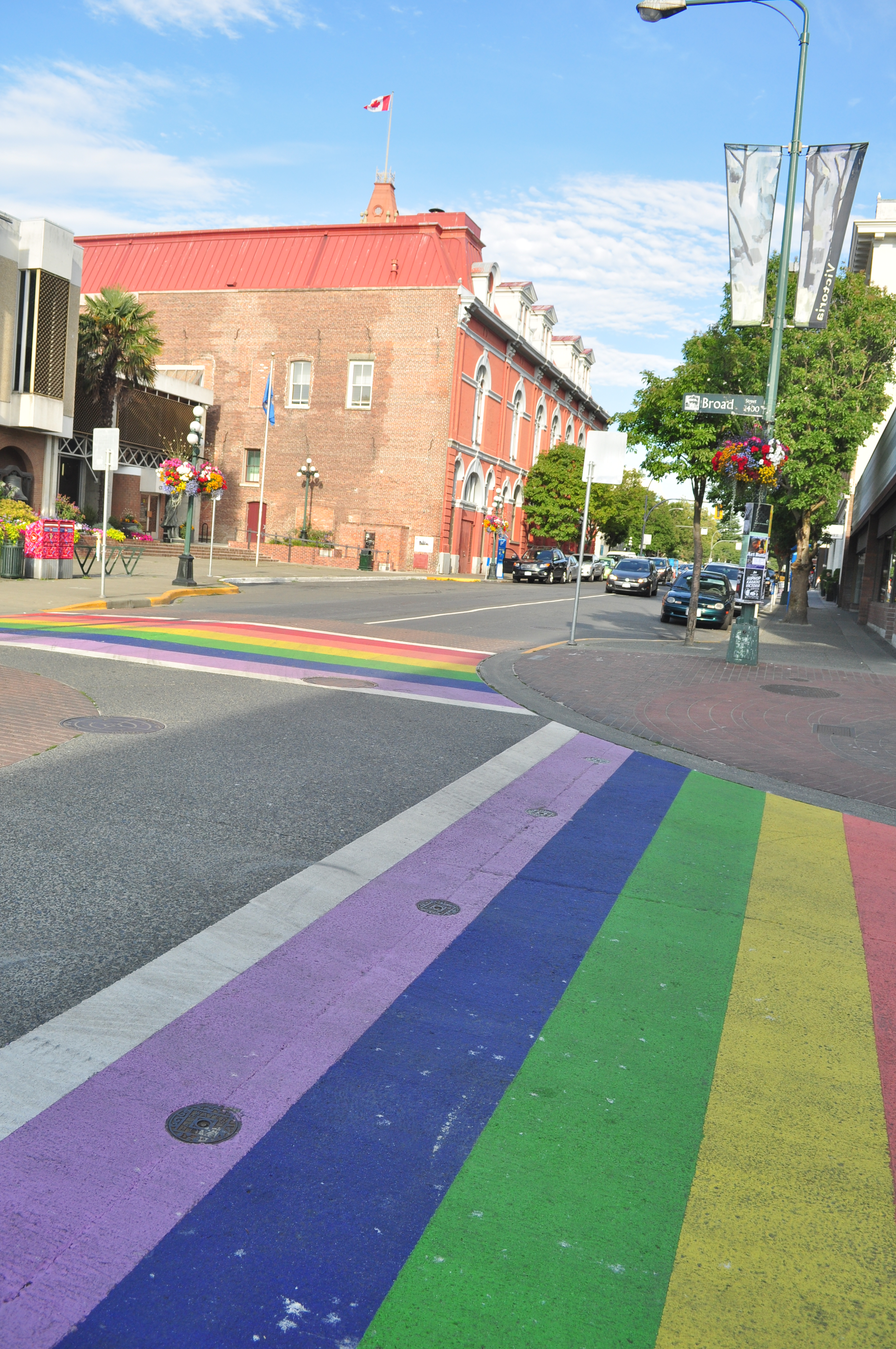
Canada, Victoria; 2015
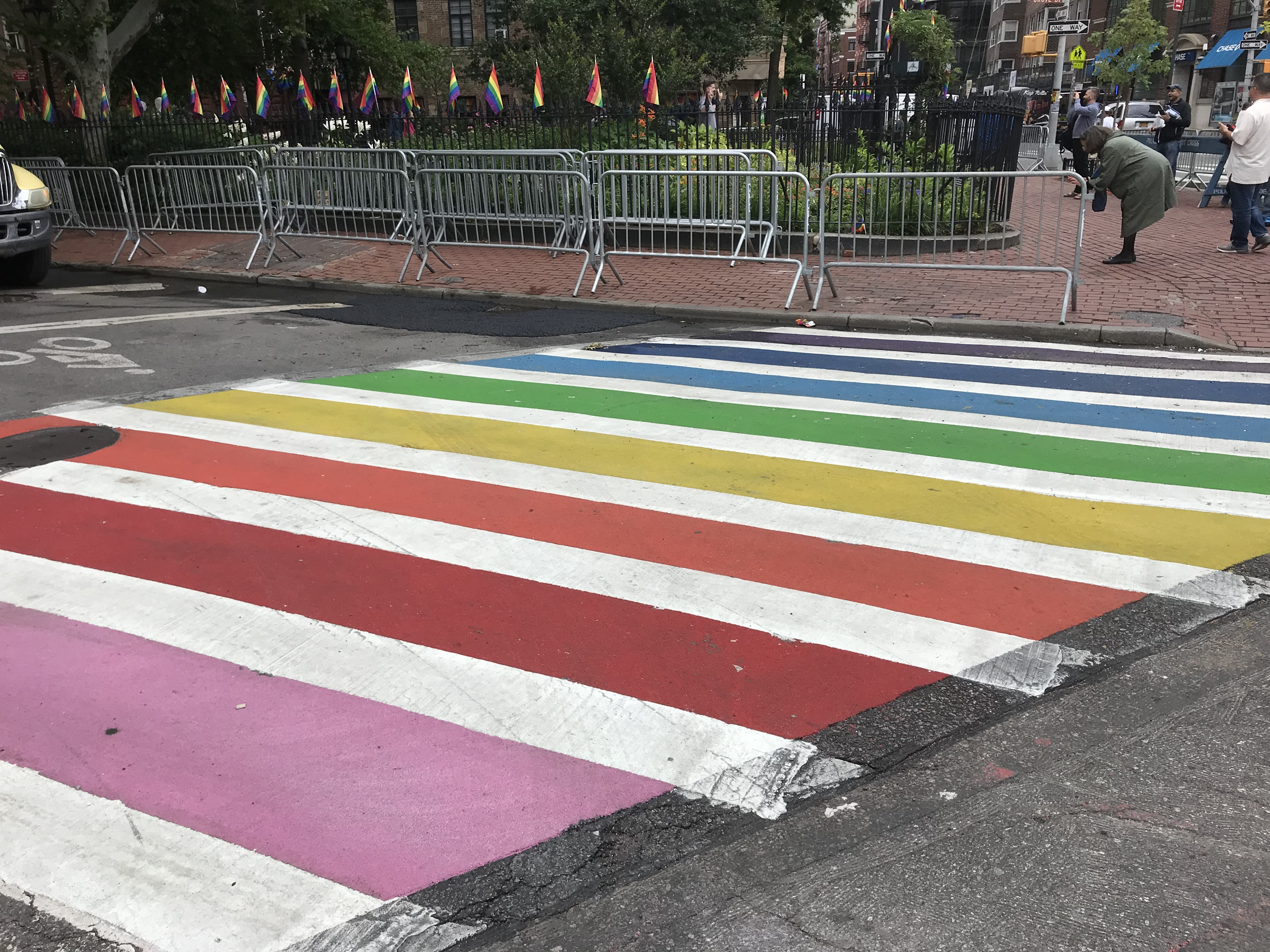
Verenigde Staten, New York